# Будылин, Алексей Владимирович
Алексе́й Влади́мирович Буды́лин (эст. Aleksei Budõlin; род. 5 апреля 1976) — эстонский дзюдоист.
На летних Олимпийских играх 2000 года в Сиднее Алексей завоевал бронзовую медаль в категории от 73 до 81 кг (совместно с португальцем Нуну Делгаду).
Старший брат Алексея — Дмитрий Будылин — также дзюдоист.